# بلاك كات (مصارع محترف)
بلاك كات (بالإسبانية: Black Cat)‏ هو مصارع محترف مكسيكي، ولد في 17 أكتوبر 1954 في مدينة مكسيكو في المكسيك، وتوفي في 28 يناير 2006 بسبب نوبة قلبية.

## روابط خارجية
- بلاك كات على موقع CageMatch worker (الإنجليزية)